# Hermod Fossae
Le Hermod Fossae sono una struttura geologica della superficie di Plutone.